# 八枝
八枝（やつえ）は福岡県北九州市八幡西区の地名。八枝一丁目から五丁目の町がある。住居表示実施済み。郵便番号は807-0856。

## 地理
八幡西区の中部西側に位置し、北に大字則松及び大字永犬丸、東に北筑、南東に里中、南から西に永犬丸と接する。

### 河川
- 二級河川 金山川

## 地域の特徴
西縁を県道281号下上津役折尾線が走り、東縁に沿って金山川が北流する。かつては水田地帯であったが、市道の拡幅後、家電量販店やスポーツ用品店、紳士服店、飲食店など駐車場を備えた店舗が立ち並ぶ商業地域となっている。一丁目に東筑病院，北九州市立金山川ポンプ場、二丁目に永犬丸第2集会所、三丁目に北九州市立八枝市民センター，北九州市立永犬丸児童館，永犬丸第一集会所，正和中央病院、四丁目に北九州市立八枝小学校，八幡南郵便局などがある。

## 歴史

### 地名の由来
かつて大字永犬丸に存在した字八ツ枝より。

### 沿革
- 2002年（平成14年）6月1日 - 八枝一丁目 - 五丁目新設[4]。

### 町名の変遷
| 実施内容          | 実施年月日               | 実施後     | 実施前           |
| ----------------- | ------------------------ | ---------- | ---------------- |
| 町名新設 住居表示 | 2002年（平成14年）6月1日 | 八枝一丁目 | 大字永犬丸の一部 |
| 町名新設 住居表示 | 2002年（平成14年）6月1日 | 八枝二丁目 | 大字永犬丸の一部 |
| 町名新設 住居表示 | 2002年（平成14年）6月1日 | 八枝三丁目 | 大字永犬丸の一部 |
| 町名新設 住居表示 | 2002年（平成14年）6月1日 | 八枝四丁目 | 大字永犬丸の一部 |
| 町名新設 住居表示 | 2002年（平成14年）6月1日 | 八枝五丁目 | 大字永犬丸の一部 |

## 世帯数と人口
2025年（令和7年）3月31日現在（北九州市発表）の世帯数と人口は以下の通りである。
| 町         | 世帯数  | 人口    |
| ---------- | ------- | ------- |
| 八枝一丁目 | 60世帯  | 156人   |
| 八枝二丁目 | 83世帯  | 232人   |
| 八枝三丁目 | 205世帯 | 462人   |
| 八枝四丁目 | 31世帯  | 72人    |
| 八枝五丁目 | 97世帯  | 221人   |
| 計         | 476世帯 | 1,143人 |

### 人口の変遷
国勢調査による人口の推移。
| 1995年（平成7年）  | - 人    | [ 5 ]  |  |
| 2000年（平成12年） | - 人    | [ 6 ]  |  |
| 2005年（平成17年） | 1,194人 | [ 7 ]  |  |
| 2010年（平成22年） | 1,239人 | [ 8 ]  |  |
| 2015年（平成27年） | 1,269人 | [ 9 ]  |  |
| 2020年（令和2年）  | 1,191人 | [ 10 ] |  |

### 世帯数の変遷
国勢調査による世帯数の推移。
| 1995年（平成7年）  | - 世帯  | [ 5 ]  |  |
| 2000年（平成12年） | - 世帯  | [ 6 ]  |  |
| 2005年（平成17年） | 355世帯 | [ 7 ]  |  |
| 2010年（平成22年） | 373世帯 | [ 8 ]  |  |
| 2015年（平成27年） | 429世帯 | [ 9 ]  |  |
| 2020年（令和2年）  | 443世帯 | [ 10 ] |  |

## 学区
市立小・中学校に通う場合、学区は以下の通りとなる。
| 町         | 街区 | 小学校               | 中学校                 |
| ---------- | ---- | -------------------- | ---------------------- |
| 八枝一丁目 | 全域 | 北九州市立八枝小学校 | 北九州市立永犬丸中学校 |
| 八枝二丁目 | 全域 | 北九州市立八枝小学校 | 北九州市立永犬丸中学校 |
| 八枝三丁目 | 全域 | 北九州市立八枝小学校 | 北九州市立永犬丸中学校 |
| 八枝四丁目 | 全域 | 北九州市立八枝小学校 | 北九州市立永犬丸中学校 |
| 八枝五丁目 | 全域 | 北九州市立八枝小学校 | 北九州市立永犬丸中学校 |

## 交通

### バス
域内のバス停と系統は以下のとおりである。
| 運行事業者 | 運行事業者     | 西鉄バス北九州 | 西鉄バス北九州 |
| 系統       | 系統           | 57             | 77             |
| 停留所     | 八枝五丁目     | ○              | ○              |
| 停留所     | 永犬丸四丁目   | ○              | ○              |
| 停留所     | 八幡南郵便局前 |                | ○              |
| 停留所     | 八枝二丁目     |                | ○              |

### 道路
- 県道281号下上津役折尾線

## 施設

### 公共施設
- 永犬丸第一集会所[注 1]
- 永犬丸第2集会所[注 1]
- 北九州市立永犬丸児童館
- 北九州市立八枝市民センター

### 医療施設
- 東筑病院
- 正和中央病院

### 教育施設
- 北九州市立八枝小学校

### 金融機関
- 八幡南郵便局

### 商業施設
- エディオン 八幡西店
- ザ・ビッグ 八幡西店
- ダイレックス 永犬丸店
- ヒマラヤスポーツ 八幡西店
- ベスト電器 八幡西店
- ゆめマート 永犬丸

### 社会福祉施設
- 永犬丸保育所

### 公園
- 永犬丸中央公園
- 八枝一丁目公園

### その他
- 北九州市立金山川ポンプ場